# Ambalaroka
Ambalaroka est une commune rurale malgache située dans la région de Fitovinany.